# Qualificazioni al campionato mondiale di calcio 2022 - OFC

## Regolamento
Le qualificazioni OFC al campionato mondiale di calcio 2022 decidono la squadra oceaniana che deve affrontare il Play-off Intercontinentale per qualificarsi alla fase finale del mondiale. Il 29 novembre 2021 viene ufficializzato che le squadre partecipanti alle qualificazioni sono nove, a seguito del ritiro di Samoa, Samoa Americane e delle Tonga. Considerato il poco tempo a disposizione per la disputa delle gare, sia le partite dei gironi sia quelle ad eliminazione diretta si giocano in gara unica in Qatar. Le qualificazioni della zona oceaniana si svolgono nell'unica sessione di marzo 2022 e prevedono:
- Primo turno: le ultime 2 squadre del ranking continentale si affrontano in un playoff in gara unica e la squadra vincitrice passa al turno successivo.
- Secondo turno: le sette squadre, più la vincitrice del primo turno, per un totale di otto squadre, sono suddivise in due gironi da quattro squadre ciascuno che si affrontano in gare di sola andata. Le prime e le seconde classificate dei due gironi si sfideranno, in semifinali e finale, con gare di sola "andata" e la squadra vincitrice disputa il Play-off intercontinentale, sempre ad eliminazione diretta, contro una squadra della federazione nord-centroamericana (CONCACAF). La squadra vincitrice si qualifica alla fase finale del mondiale.

## Primo turno

### Squadre partecipanti
La posizione nel ranking FIFA al momento del sorteggio è indicato tra parentesi
| - Tonga (199) - Isole Cook (206) |

| Squadra 1 | Risultato | Squadra 2  |
| --------- | --------- | ---------- |
| Tonga     | n.d.      | Isole Cook |

| Doha 13 marzo 2022, ore 20:00 UTC+3 | Tonga | – cancellata referto | Isole Cook | Stadio Grand Hamad |

## Secondo turno
La squadra vincente del primo turno raggiunge le sette squadre che, per effetto della migliore posizione nel ranking continentale e per meriti sportivi, hanno già conquistato il diritto di partecipare al secondo turno delle qualificazioni alla fase finale del mondiale. Le prime due squadre classificate di ogni gruppo disputano semifinali e finale, tutte in gara unica, e la vincitrice ottiene il diritto a partecipare allo spareggio intercontinentale.

### Squadre partecipanti
La posizione nel ranking FIFA al momento del sorteggio è indicato tra parentesi.
| - Nuova Zelanda (110) - Isole Salomone (141) - Nuova Caledonia (153) - Tahiti (159) - Figi (161) - Vanuatu (163) - Papua Nuova Guinea (164) - Isole Cook (206) vincitrice del primo turno |

### Gironi
Sono stati formati due gruppi composti da quattro squadre ciascuno che si affrontano in partite di sola andata. Le prime due squadre classificate di ogni gruppo si qualificano per gli incontri ad eliminazione diretta.

#### Gruppo A
| Squadra        | Pt | G | V | N | P | GF | GS | DR |
| -------------- | -- | - | - | - | - | -- | -- | -- |
| Isole Salomone | 3  | 1 | 1 | 0 | 0 | 3  | 1  | +2 |
| Tahiti         | 0  | 1 | 0 | 0 | 1 | 1  | 3  | -2 |
| Isole Cook     | 0  | 0 | 0 | 0 | 0 | 0  | 0  | 0  |
| Vanuatu        | 0  | 0 | 0 | 0 | 0 | 0  | 0  | 0  |

|                | Tahiti (bandiera) | Vanuatu (bandiera) | Isole Cook (bandiera) | Isole Salomone (bandiera) |
| -------------- | ----------------- | ------------------ | --------------------- | ------------------------- |
| Tahiti         |                   | canc.              |                       |                           |
| Vanuatu        |                   |                    | canc.                 |                           |
| Isole Cook     | canc.             |                    |                       | 0 - 2                     |
| Isole Salomone | 3 - 1             | canc.              |                       |                           |

##### Risultati
| Arbitro: | David Yareboinen |

|  |           |                    |
|  | Marcatori | 20’ Kaua 45+1’ Hou |

| Doha 17 marzo 2022, ore 20:00 UTC+3 | Tahiti         | – cancellata. referto | Vanuatu | Stadio Grand Hamad\| Arbitro: \| Matthew Conger \| |
| Arbitro:                            | Matthew Conger |                       |         |                                                    |

| Doha 20 marzo 2022, ore 17:00 UTC+3 | Isole Cook     | – cancellata. referto | Tahiti | Stadio Grand Hamad\| Arbitro: \| Mederic Lacour \| |
| Arbitro:                            | Mederic Lacour |                       |        |                                                    |

| Doha 20 marzo 2022, ore 20:00 UTC+3 | Isole Salomone             | – cancellata. referto | Vanuatu | Stadio Grand Hamad\| Arbitro: \| Campbell-Kirk Kawana-Waugh \| |
| Arbitro:                            | Campbell-Kirk Kawana-Waugh |                       |         |                                                                |

| Doha 24 marzo 2022, ore 17:00 UTC+3 | Vanuatu | – cancellata. referto | Isole Cook | Stadio Qatar SC |

| Arbitro: | Matthew Conger |

|                       |           |           |
| Le'ai 20’, 52’, 90+6’ | Marcatori | 26’ Tehau |

#### Gruppo B
| Squadra            | Pt | G | V | N | P | GF | GS | DR  |
| ------------------ | -- | - | - | - | - | -- | -- | --- |
| Nuova Zelanda      | 9  | 3 | 3 | 0 | 0 | 12 | 1  | +11 |
| Papua Nuova Guinea | 6  | 3 | 2 | 0 | 1 | 3  | 2  | +1  |
| Figi               | 3  | 3 | 1 | 0 | 2 | 3  | 7  | -4  |
| Nuova Caledonia    | 0  | 3 | 0 | 0 | 3 | 2  | 10 | -8  |

|                    | Nuova Zelanda (bandiera) | Papua Nuova Guinea (bandiera) | Figi (bandiera) | Nuova Caledonia (bandiera) |
| ------------------ | ------------------------ | ----------------------------- | --------------- | -------------------------- |
| Nuova Zelanda      |                          |                               | 4 - 0           | 7 - 1                      |
| Papua Nuova Guinea | 0 - 1                    |                               |                 | 1 - 0                      |
| Figi               |                          | 1 - 2                         |                 |                            |
| Nuova Caledonia    |                          |                               | 1 - 2           |                            |

##### Risultati
| Arbitro: | Saoud Ali Al-Adba |

|  |           |           |
|  | Marcatori | 75’ Waine |

| Arbitro: | Mohammed Al-Shammari |

|            |           |                  |
| Wetria 78’ | Marcatori | 11’, 89’ Nalaubu |

| Arbitro: | Joel Hopken |

|          |           |  |
| Semmy 8’ | Marcatori |  |

| Arbitro: | Salman Falahi |

|                                           |           |  |
| Wood 45’, 73’ Just 71’ Lewis 90+3’ (rig.) | Marcatori |  |

| Arbitro: | Norbert Hauata |

|                                                                            |           |           |
| Greive 8’, 45+2’ Rogerson 36’ (rig.) de Jong 75’ Tuiloma 81’ Wood 83’, 89’ | Marcatori | 12’ Saïko |

| Arbitro: | Abdulhadi Al-Ruaile |

|                 |           |                      |
| Waranaivalu 12’ | Marcatori | 45+2’ Kepo 63’ Semmy |

## Play-off
Le quattro squadre provenienti dai gironi si affrontano in due semifinali e una finale. La vincente si qualifica allo spareggio Interzona contro la quarta classificata nel girone della CONCACAF.

### Tabellone
|  | Semifinali             | Semifinali             | Semifinali    |               |                | Finale         | Finale | Finale |  |
|  |                        |                        |               |               |                |                |        |        |  |
|  | 1A. Isole Salomone     | 1A. Isole Salomone     | 3             |               |                |                |        |        |  |
|  | 1A. Isole Salomone     | 1A. Isole Salomone     | 3             |               |                |                |        |        |  |
|  | 2B. Papua Nuova Guinea | 2B. Papua Nuova Guinea | 2             |               |                |                |        |        |  |
|  | 2B. Papua Nuova Guinea | 2B. Papua Nuova Guinea | 2             |               | Isole Salomone | Isole Salomone | 0      |        |  |
|  |                        |                        |               |               | Isole Salomone | Isole Salomone | 0      |        |  |
|  |                        |                        | Nuova Zelanda | Nuova Zelanda | 5              |                |        |        |  |
|  | 1B. Nuova Zelanda      | 1B. Nuova Zelanda      | Nuova Zelanda | Nuova Zelanda | 5              | 1              |        |        |  |
|  | 1B. Nuova Zelanda      | 1B. Nuova Zelanda      |               |               |                |                |        |        |  |
|  | 2A. Tahiti             | 2A. Tahiti             | 0             |               |                |                |        |        |  |

#### Semifinali
| Arbitro: | Mohammed Abdulla Hassan |

|                        |           |                       |
| Hou 33’, 66’ Le'ai 71’ | Marcatori | 24’ Komolong 88’ Kepo |

| Arbitro: | Abdulrahman Al-Jassim |

|            |           |  |
| Cacace 70’ | Marcatori |  |

#### Finale
| Arbitro: | Nawaf Shukralla |

|  |           |                                                  |
|  | Marcatori | 23’, 70’ Tuiloma 39’ Wood 50’ Bell 90+1’ Garbett |